# Les relacions perilloses

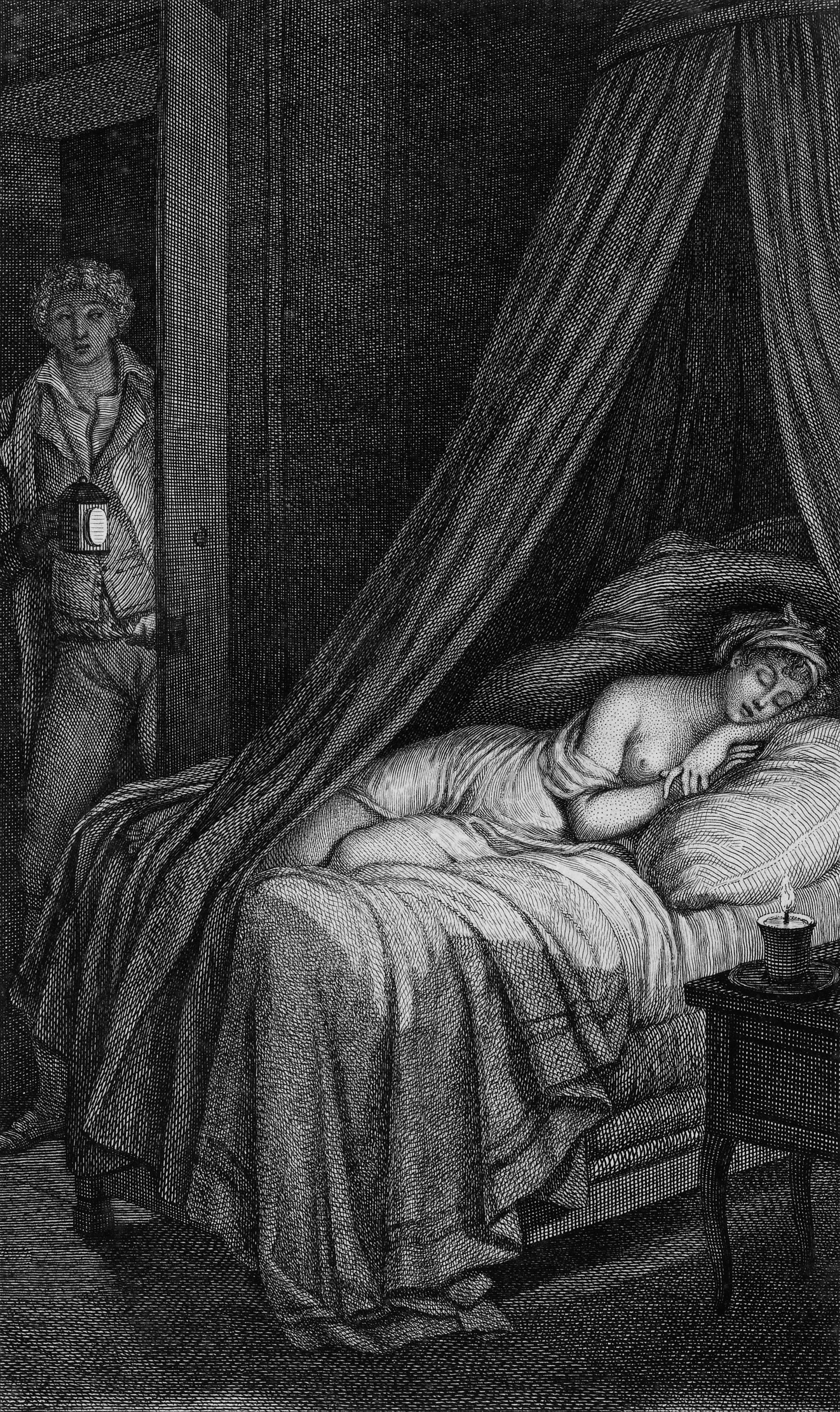
Il·lustració original de la carta 96

Les relacions perilloses (títol original en francès: Les Liaisons dangereuses) és una novel·la de Pierre Choderlos de Laclos publicada el 1782. Pertany al gènere de novel·la epistolar, ja que està escrita en forma d'un seguit de cartes. Està ambientada en l'època de la il·lustració francesa, època contemporània a l'autor, i tracta sobre un duel llibertí entre un home i una dona de la noblesa: la marquesa de Merteuil i el vescomte de Valmont, narrat amb les respectives cartes que s'envien, per mirar de seduir altres persones i demostrar així el seu poder.

## Argument
Cecília és una jove que ha viscut l'adolescència en un convent, del qual ara surt per casar-se. L'escollit per sa mare és Gercourt, l'antic amant de la marquesa de Merteuil, a qui ha abandonat. Aquesta vol venjar-se i proposa al seu amic, el vescomte de Valmont, que sedueixi Cecília per tacar l'honor de Gercourt. Aquest troba que el repte és massa fàcil i aposta que podrà obtenir els favors de Madame Tourvel, una dona casada, molt religiosa i amb fama d'inaccessible. Mentrestant, la marquesa comença una relació amb un jove, el cavaller Danceny (que, per la seva banda, escriu cartes d'amor a Cecília) i assegura que si Valmont aconsegueix una prova del seu triomf amb Madame Tourvel, ella li concedirà una nit plegats.
Valmont comença la seva seducció fingint que és un home caritatiu, ajudant una família pobra, fet que impressiona Madame Tourvel, que se n'assabenta per un criat seu que ha enviat a seguir totes les passes de Valmont després que aquest se li declarés. Cecília confessa a la marquesa que Danceny li està escrivint i li demana consell, amb la qual cosa la vella dama comença a jugar amb els dos joves, ajudant-los a escriure les cartes que s'envien.
Madame Tourvel demana a Valmont que abandoni la casa perquè la seva mala reputació el precedeix (ha rebut cartes d'avís) i no vol acceptar-lo a prop després de saber que l'estima. Ell s'aparta, però va escrivint-li (i enviant còpies de la carta a la marquesa per riure's de les tribulacions de la dona) mentre té diverses amants.
La marquesa avisa la mare de Cecília de les cartes que li envia Danceny, però els joves continuen la seva relació emocional mitjançant Valmont, que fingeix ser amic de Danceny per poder llegir les missives i comentar-les amb la marquesa. Arriba a la ciutat Prévan, un seductor que persegueix la marquesa. Valmont l'avisa que pot afectar la seva reputació, però ella replica que sap controlar els homes i el posa en ridícul.
Valmont demana a Cecília la clau de la seva habitació per poder deixar i agafar les cartes de Danceny i després de rumiar-s'ho, la jove accepta. Una nit, Valmont entra a la cambra de Cecília i l'obliga a tenir relacions sexuals. Comencen una relació amb què Cecília queda embarassada i avorta. Poc després, aconsegueix acostar-se a Madame Tourvel per tornar a declarar-se i, finalment, aconseguir la seva acceptació. Escriu a la marquesa reclamant-li la nit plegats, però ella s'hi nega, per la qual cosa Valmont li declara formalment la guerra.
Valmont fa que Danceny torni amb Cecília. La marquesa alerta el marit de Madame Tourvel de la infidelitat de la seva dona, que emmalalteix de la vergonya i mor. Igualment, explica a Danceny les incursions nocturnes de Valmont per provocar un duel en què el jove assassina Valmont, el qual abans d'expirar revela la veritat de totes les maquinacions de la marquesa. Cecília torna al seu convent i la marquesa és humiliada públicament.

## Anàlisi
El tema principal de la novel·la és l'amor (o més aviat, la conquesta sexual) vist com un instrument per a assolir el poder. El triomf dels protagonistes passa per seduir altres persones i vantar-se de plegar-los a la seva voluntat. L'amor s'assimila, doncs, a una guerra constant en què cal usar una tàctica, vèncer la defensa (les convencions socials, la castedat o un rival) per assolir el triomf (el coit).
El segon tema és la revenja i l'odi, que és el que mou la marquesa a actuar i serà el que causarà la seva ruïna final, quan és rebutjada per la societat. Pel camí, però, ha causat la desgràcia de tots els que l'envolten. Per això, el títol ja avisa del perill de lliurar-se a aquests jocs que tenen un final infeliç.
L'estil epistolar s'adapta a qui escriu, un dels fets més remarcables de la novel·la. Així, les cartes de Cecília són planeres, amb frases sense ambigüitats, mentre que les missives dels llibertins estan plenes de jocs de paraules, dobles sentits i al·lusions. Fins i tot, quan la marquesa fingeix que és un dels joves enamorats, es traspassa quelcom del seu estil, en un registre intermedi entre les frases senzilles de la joventut i els seus conceptes ambigus quan escriu en el seu nom.

## Adaptacions
- Se n'han fet diverses versions cinematogràfiques; les més destacades són la pel·lícula Les amistats perilloses (1988), de Stephen Frears, i Valmont (1989), de Milos Forman.
- En teatre, ha estat portada diverses vegades a l'escenari (guió en anglès de Christopher Hampton, traduït a diverses llengües, com el català).
- A Barcelona, es va representar durant dos anys, 1993 i 1994, dirigida per Pilar Miró i protagonitzada per Juanjo Puigcorbé i Mercè Sampietro[4] i una altra estrenada el 18 de maig de 2023 al Teatre Lliure amb direcció de Carol López.[5]

## Traduccions catalanes
- Choderlos de Laclos, Pierre. Les amistats perilloses. Traducció de Marta Giné Janer. Martorell: Adesiara Editorial, juliol 2023.